# Switlana Schulschyk
Switlana Oleksandriwna Schulschyk (ukrainisch Світлана Олександрівна Жульжик; * 19. Juli 2002) ist eine ukrainische Mittelstreckenläuferin, die sich auf die 800-Meter-Distanz spezialisiert hat.

## Sportliche Laufbahn
Erste internationale Erfahrungen sammelte Switlana Schulschyk beim Europäischen Olympischen Jugendfestival (EYOF) 2017 in Győr, bei dem sie im 800-Meter-Lauf in 2:12,92 min den siebten Platz belegte, wie auch bei den U18-Europameisterschaften ebendort im Jahr darauf in 2:08,84 min. Anschließend startete sie bei den Olympischen Jugendspielen in Buenos Aires und erreichte dort Rang fünf. 2019 wurde sie beim EYOF in Baku in 2:06,78 min Vierte über 800 Meter und belegte mit der ukrainischen Sprintstaffel (1000 Meter) in 2:11,26 min Rang sechs. 2021 siegte sie bei den Balkan-Hallenmeisterschaften in Istanbul in 2:05,84 min und schied anschließend bei den Halleneuropameisterschaften in Toruń mit 2:05,68 min im Vorlauf aus. Ende Juni gewann sie bei den Balkan-Meisterschaften in Smederevo in 2:04,75 min die Silbermedaille über 800 m und mit der ukrainischen 4-mal-400-Meter-Staffel gewann sie in 3:39,53 min die Bronzemedaille. Kurz darauf gewann sie bei den U20-Europameisterschaften in Tallinn in 2:04,02 min die Silbermedaille über 800 m und belegte mit der 4-mal-400-Meter-Staffel in 3:30,04 min den siebten Platz. Daraufhin klassierte sie sich bei den U20-Weltmeisterschaften in Nairobi mit 2:06,04 min auf dem fünften Platz über 800 m. 2023 schied sie bei den U23-Europameisterschaften in Espoo mit 2:09,75 min im Vorlauf aus und belegte mit der Staffel in 3:36,80 min den achten Platz. Im Jahr darauf wurde sie bei den Balkan-Meisterschaften in Izmir in 2:09,40 min 14. über 800 Meter. 
2025 schied sie bei den World University Games in Bochum mit 2:09,03 min in der Vorrunde über 800 Meter aus.
2021 wurde Schulschyk ukrainische Meisterin im 800-Meter-Lauf im Freien sowie 2021 und 2023 in der Halle. 

## Persönliche Bestzeiten
- 800 Meter: 2:03,85 min, 19. Mai 2024 in Luzk
  - 800 Meter (Halle): 2:05,35 min, 10. Februar 2021 in Sumy
- 1500 Meter: 4:23,58 min, 7. Juni 2025 in Luzk